# Antonio Sicurezza
Antonio Sicurezza (Santa Maria Capua Vetere, 25 febbraio 1905 – Formia, 29 agosto 1979) è stato un pittore italiano, attivo nel basso Lazio e rappresentativo per l'arte figurativa contemporanea.

## Biografia

### Formazione
Gli anni di formazione a Napoli non sono facili per Antonio Sicurezza, soprattutto per gli evidenti sacrifici economici che i genitori devono sostenere. Porta comunque a compimento gli studi con successo, vincendo una borsa di studio quale concorrente più meritevole tra le quattro facoltà dell'Accademia di belle arti di Napoli. Consegue la maturità artistica e il diploma in pittura sotto la guida dei maestri Carlo Siviero, Vincenzo Volpe, Vincenzo Migliaro e Paolo Vetri.
Il primo contatto con il territorio formiano si ha negli anni 1933-1934, quando viene chiamato a dipingere la cappella di Sant'Antonio nella chiesa dell'Annunziata a Maranola. Qui incontra Virginia Mastrogiovanni che sposa nel 1934. Virginia, maestra elementare, lo spinge all'insegnamento del disegno nelle scuole. Dopo i primi anni vissuti nella pace idilliaca della frazione arroccata alle falde del Monte Altino, si trasferiscono a Castellone di Formia, acquistando una casa con terreno sulla collina di Santa Maria la Noce.

### La guerra e la ricostruzione
Nei momenti più difficili della guerra la famiglia, composta ormai di quattro figli, è costretta a rifugiarsi prima in grotta sulle montagne nel territorio di Coreno Ausonio, poi, con attraversamento del fronte, fino in Calabria. Al termine della guerra il rientro a Formia, dove la casa di Santa Maria la Noce è rimasta miracolosamente in piedi, anche se abitata da formiani senza tetto e con tutto ciò che vi era andato distrutto: dai servizi da tavola ai quadri raffiguranti brocche e contadine, bersagli per i soldati.
La ricostruzione e il ritorno del benessere, per alcuni, fanno venir meno la fase solidaristica dell'immediato dopoguerra. Le chiese sono andate distrutte o danneggiate. In Santa Teresa sono finiti in frammenti gli Angeli musicanti che il pittore aveva dipinto per la cappella della Madonna di Pompei, mentre vengono ritrovati tra le macerie due ovali raffiguranti Leone XIII e il Beato Bartolo Longo.
La ricerca di committenti per le nuove pale d'altare, in sostituzione di quelle antiche ormai distrutte, non è facile, sia per l'ostilità di parte del clero, sia per l'ancora difficile situazione economica. Occorre adattarsi al limitato mercato che richiede rappresentazioni religiose in linea con l'iconografia più tradizionale; cosa che l'artista accetta per non precludersi future committenze più libere nella realizzazione e per un oggettivo bisogno economico.

### La maturità artistica

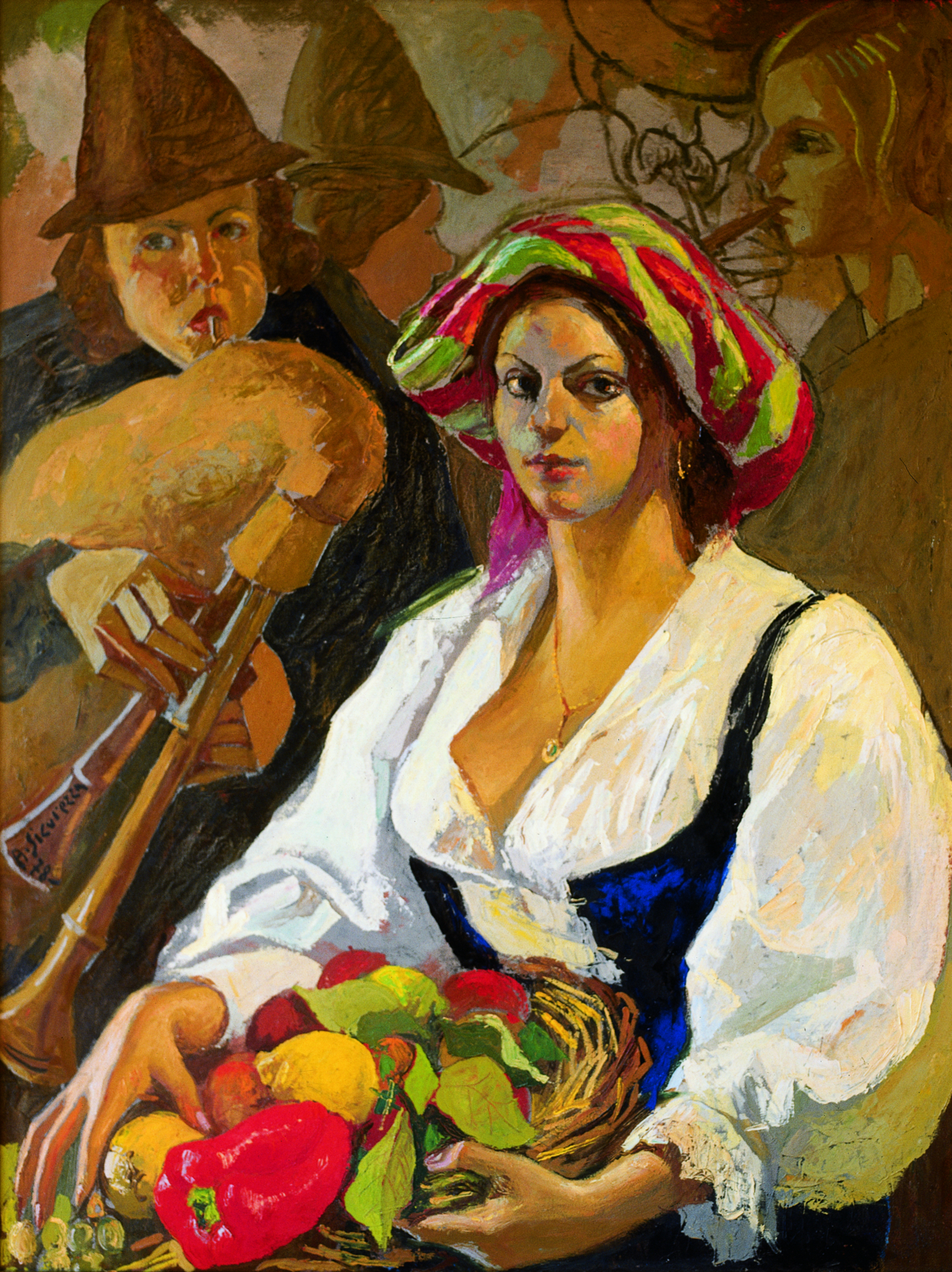
La sposa formiana, 1978.

Quando Antonio Sicurezza può finalmente esprimersi più liberamente, si hanno risultati artisticamente pregevoli, come le opere dell'abside di San Giovanni, la Santa Albina nella chiesa di Sant'Erasmo, e poi, soprattutto, il San Francesco e l'Annunziata presso la Madonna del Carmine e il San Rocco di Pico.
Va notato che nei paesaggi alle spalle delle figure il pittore rappresenta in modo volutamente semplice, perché i fedeli li riconoscano con immediatezza, gli scorci e i monumenti locali, come nella Santa Albina e nel San Francesco, dove è particolarmente significativa la vista dell'ampio golfo di Gaeta.
L'insegnamento risulta condizionante per Antonio Sicurezza, perché - pur consentendogli di stare tra i giovani, che sente molto vicini e spesso migliori degli adulti - riduce il tempo disponibile per dedicarsi alla pittura.
Nella stagione estiva può portarsi all'aperto per dipingere paesaggi e vicoli, mentre per il resto dell'anno lavora soprattutto con carboncino e colori ad acquerello o a tempera. Produce bozzetti e studi per le opere religiose commissionategli, oppure dipinge nature morte che raffigura con immediatezza e leggerezza, ma che non soddisfano la sua voglia di costruire la rappresentazione collocandola nell'atmosfera e nella luce.
Quando, dopo l'estate del 1965, non riceve più incarichi di insegnamento, si trova finalmente a disporre del tempo che gli era mancato. Può attrezzare il vasto studio che, in mezzo a carrubi e fichi d'India, aveva fatto costruire sul terreno di Santa Maria la Noce. Gli risulta così più facile preparare bozzetti e cartoni di grandi dimensioni per le opere di soggetto religioso e poi, limitando il carboncino e i pastelli agli studi, può dedicarsi sistematicamente alla pittura ad olio, soprattutto per la figura umana e per la natura morta.

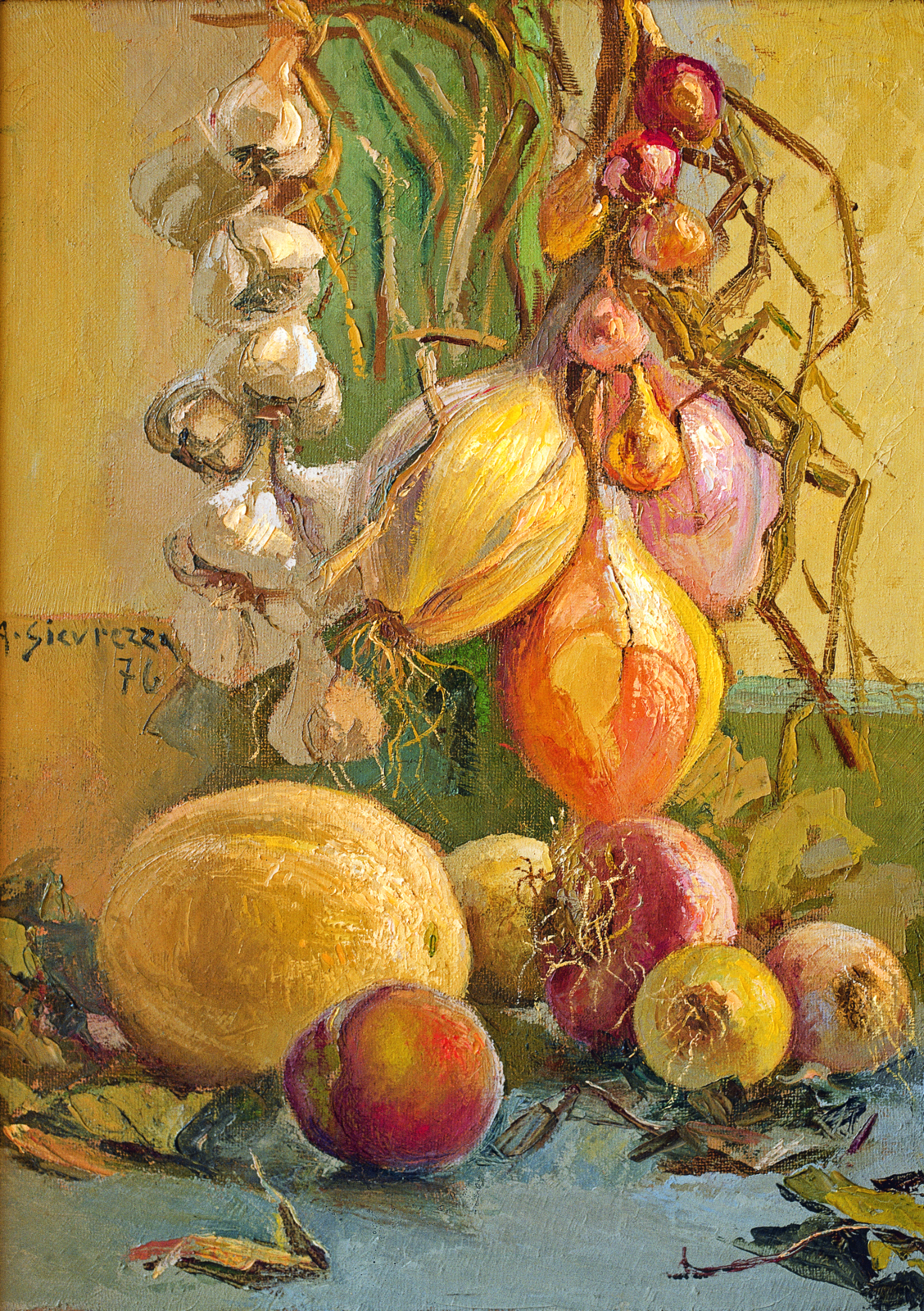
Natura morta con cipolle, 1976.

In realtà la svolta stilistica, che gli fa prediligere la pittura ad olio e che vede l'uso sistematico e quasi esclusivo della spatola al posto del pennello, si verifica già alla fine degli anni Cinquanta. Una parte dei quadri esposti nella personale romana del luglio 1961, compresi i due già premiati alla mostra d'arte contemporanea tenutasi a Torino nel quadro delle manifestazioni di Italia '61, sono già testimonianza dell'uso della spatola per costruire la figura umana e gli oggetti.
Con i figli ormai grandi, si assiste a un maggiore impegno per mostre personali e collettive. L'impressione che si coglie, studiando questa ricerca di visibilità, è quella di mancanza di regia, di casualità nelle iniziative basate su proposte esterne non sufficientemente verificate; il che è facilmente comprensibile per la mancanza di un gallerista o di un agente, e per l'essere il pittore rimasto sempre legato a una realtà provinciale, lontana dalle scelte artistiche del momento e dalla classe culturale e politica che a queste sovrintende. Nonostante tutto ciò non mancano i riconoscimenti e diversi premi, mentre notizie su di lui con riproduzioni delle sue opere si trovano in vari cataloghi relativi ad artisti contemporanei.

### L'intensa produzione e gli ultimi anni
Con l'avanzare dell'età, Antonio Sicurezza e la moglie si spostano prima da Santa Maria la Noce a Vindicio e da qui a Formia centro. L'ultima casa appare più confusionaria delle precedenti per l'esigenza del pittore di valorizzare, a seconda del soggetto da dipingere, la luce di ogni finestra. Eppure, nonostante l'età e il disordine, il lavoro è intensissimo. Per eseguire un quadro impiega intorno alle cinque sedute, il che significa almeno due nuove opere ogni settimana. Ama infatti lavorare sia di mattino che al pomeriggio, spesso dedicando le prime energie al lavoro più complesso come il nudo o comunque la figura umana. Nel salotto le pareti sono interamente coperte da quadri incorniciati, mentre altri sono semplicemente appoggiati negli angoli; è qui che vengono ricevuti gli amici e gli ammiratori. Sono realizzati in questo periodo i gruppi di giovani con strumenti musicali che il pittore chiama “concertini”, molti nudi, vigorose nature morte, ancora alcuni esterni.
Eccezionalmente nell'agosto del 1978 Antonio Sicurezza non si reca a Santa Maria Capua Vetere, all'annuale appuntamento con l'Assunta; si sente debole per l'inizio della manifestazione del male che, un anno dopo, il 29 agosto 1979, lo porterà a morire all'età di 74 anni.

## Analisi critica

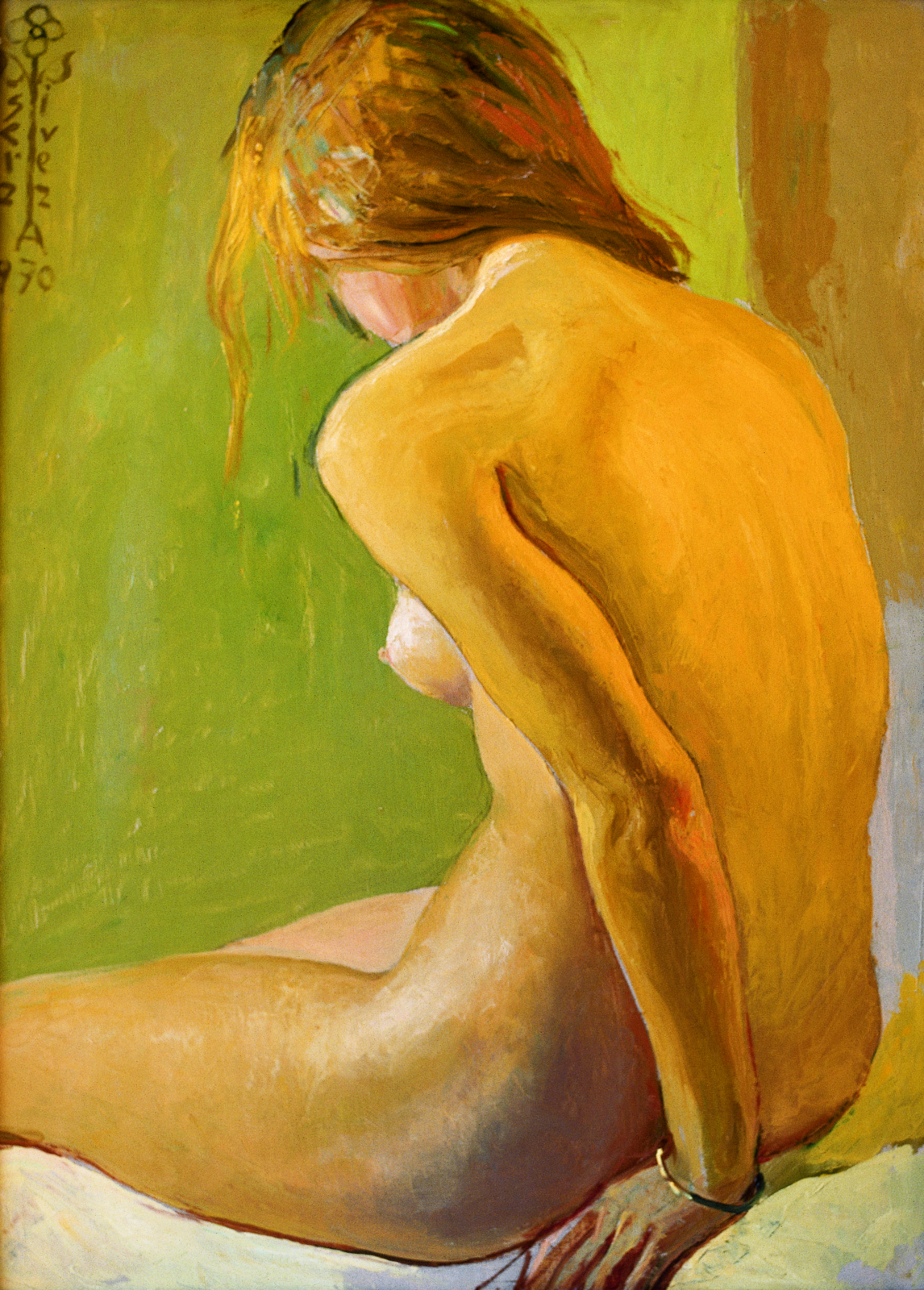
Nudo di spalle, 1970.

La poetica della pittura di Antonio Sicurezza è certamente fondata su valori per lui irrinunciabili: il rispetto della dignità umana e la sacralità del lavoro. Il pittore ha continuato a ricercare e a sperimentare con costante applicazione per lunghi anni, fino a raggiungere la sua caratteristica capacità di sintesi nella rappresentazione.
La sua maturazione stilistica arriva a basarsi su due elementi fondamentali: la costruzione fisica del soggetto, con ricorso sempre maggiore alla spatola per distribuire e sovrapporre il colore, e l'accennato, il volutamente incompiuto intorno al tema principale. Il risultato di tutto questo è un realismo soggettivo. Attraverso il filtro dell'artista, la rappresentazione è attenta e puntuale per il suo tema principale e per le parti alle quali viene assegnato un ruolo significativo; la stessa rappresentazione è stemperata e talora solo da intuire nelle restanti parti e perlopiù alla periferia della composizione.
Altre due considerazioni vanno fatte, sul colore e sull'atmosfera. Per il colore Sicurezza manifesta una passione particolare e accetta sfide difficili. Per l'atmosfera occorre chiarire che si tratta di atmosfera come fatto fisico: l'atmosfera di quell'angolo di mondo dove il pittore è vissuto e che si caratterizza per straordinaria trasparenza e luminosità, e nella quale sistematicamente si collocano, ricevendone sicurezza e serenità, i soggetti dei suoi quadri.
Antonio Sicurezza, in un secolo che trasforma profondamente la realtà, si pone caparbiamente nel filone del realismo. L'artista, al tempo stesso umile e ostinato, riesce a trovare la sua formula di espressione: antica nel retaggio, originale e moderna nella realizzazione.
(Luigi Volpicelli)
Elio Marcianò per il nudo femminile osserva che «la realtà terrena delle belle figure di fanciulle è permeata di amore, di classica compiutezza, di casta nudità». Guido Bernardi pone invece la sua attenzione sulle umili cose rappresentate nei dipinti del pittore, il quale, «con una splendida intuizione dell'oggetto figurato», riesce a trasmettere «continui spunti di gioia e di riflessione».
Mario Lepore ascrive alle opere di Antonio Sicurezza «la saldezza di un mestiere non soltanto ben conosciuto ma anche ricco di risorse e, ciò che più conta, emerge un temperamento autentico, dalle vive capacità narrative e pittoriche. Le qualità disegnative e compositive, la sensibilità per il colore e la luce, la realtà probamente ma anche poeticamente osservata, gli permettono di raggiungere sovente begli accenti».
Altri interventi critici sono spesso accomunati da un sottile filo conduttore che individua nell'artista valori primitivi e naturali: l'attaccamento alle tradizioni popolari, l'onestà morale, l'umiltà e la franca semplicità.

## Galleria d'immagini
In ordine cronologico:

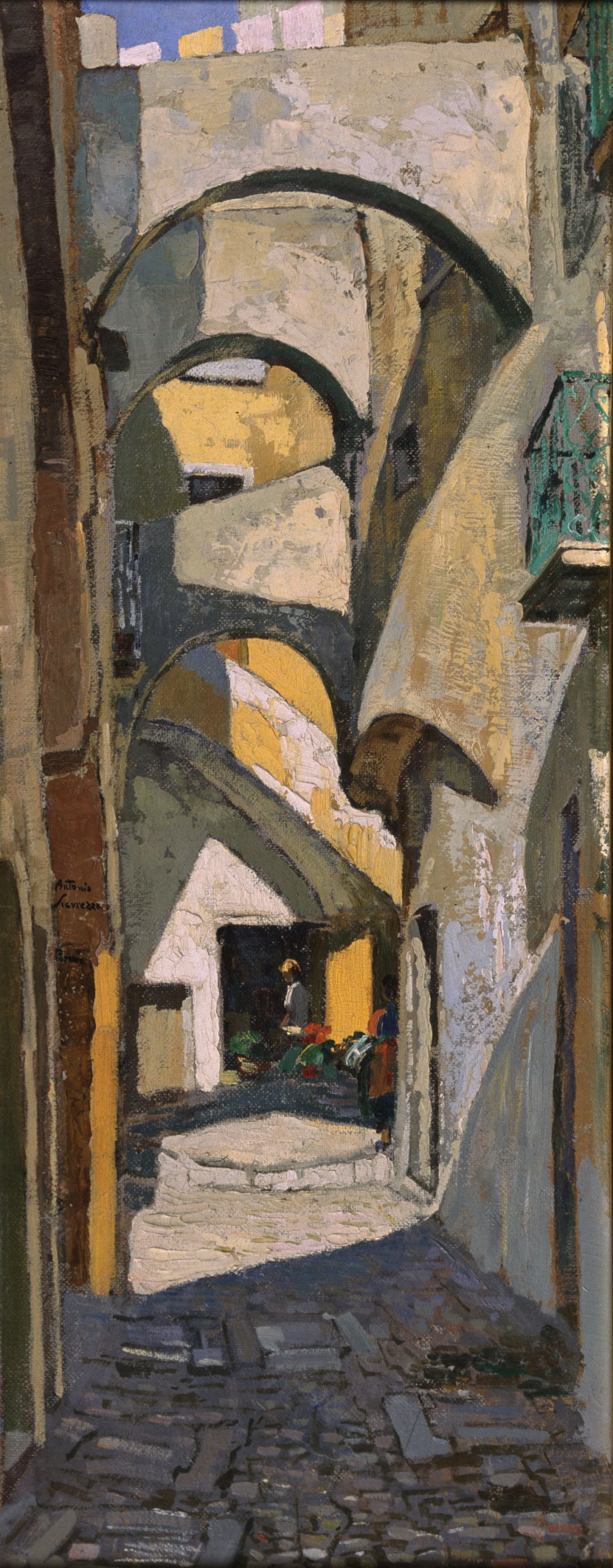
Vicolo di Formia, 1956 circa, collezione privata
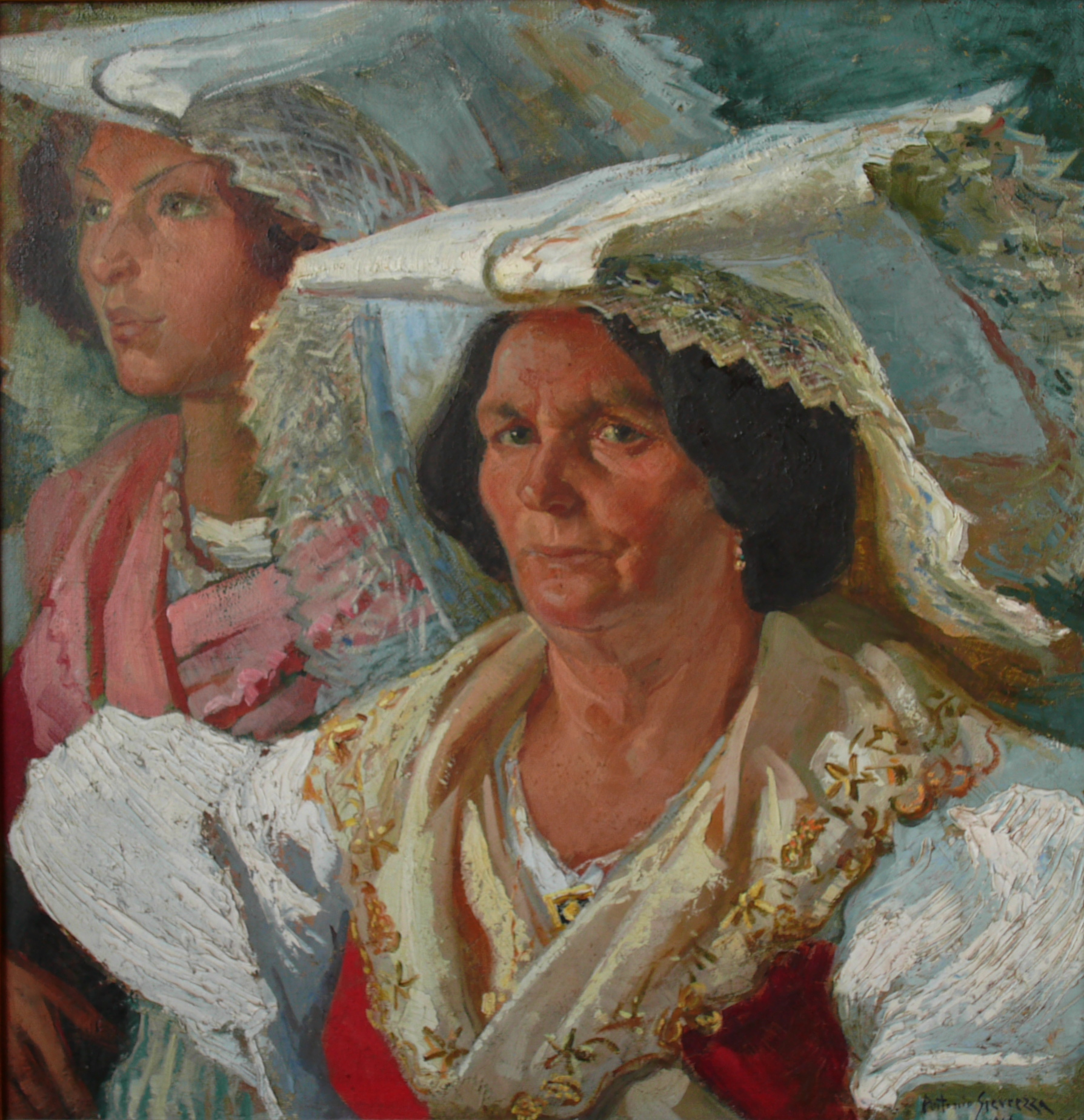
Ritratto di pacchiana, 1956 circa, palazzo municipale di Minturno
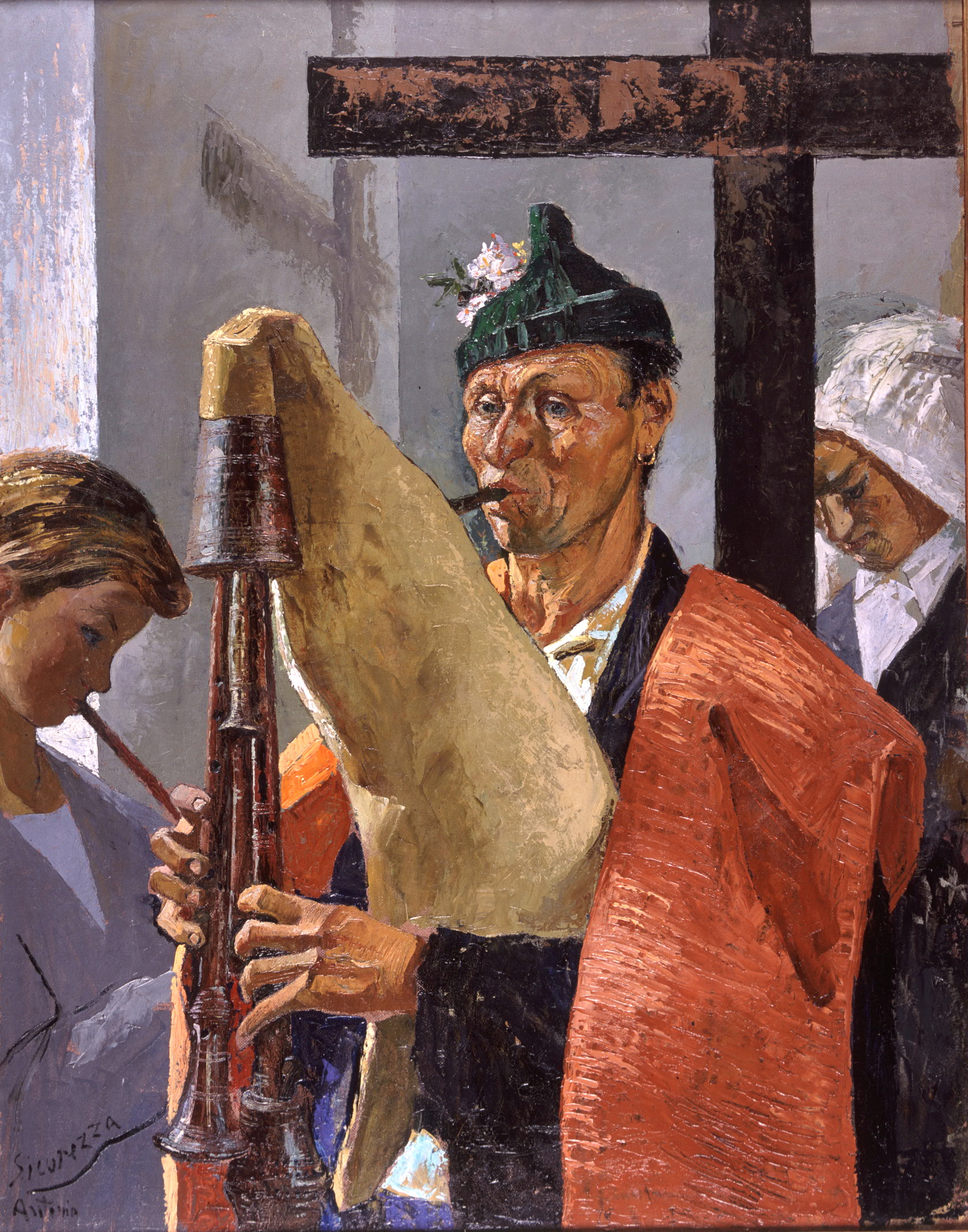
Pellegrini al santuario della Civita, 1960, Sala "Antonio Sicurezza", palazzo municipale di Formia
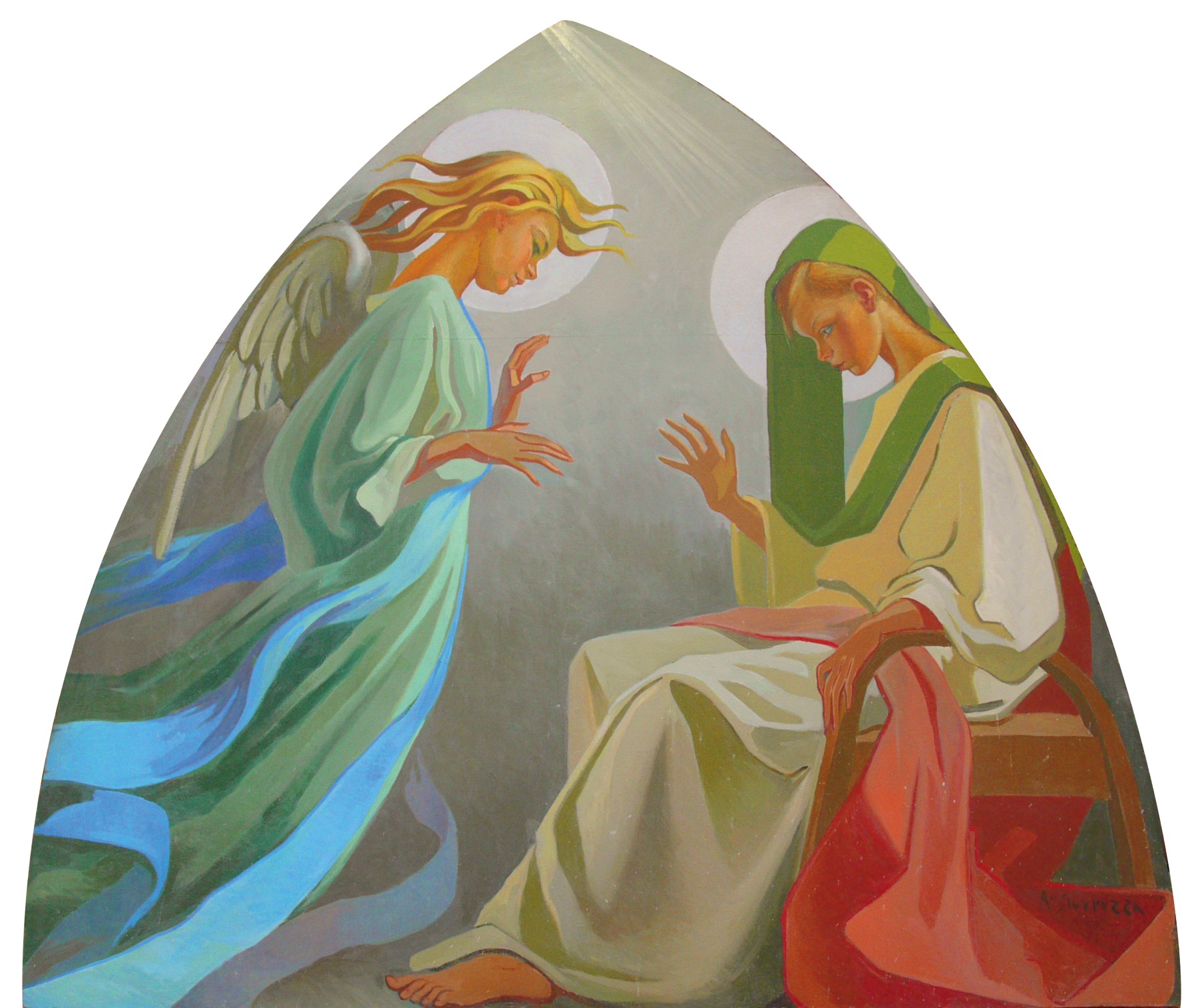
Annunciazione, 1964, Maranola di Formia - Chiesa dell'Annunziata
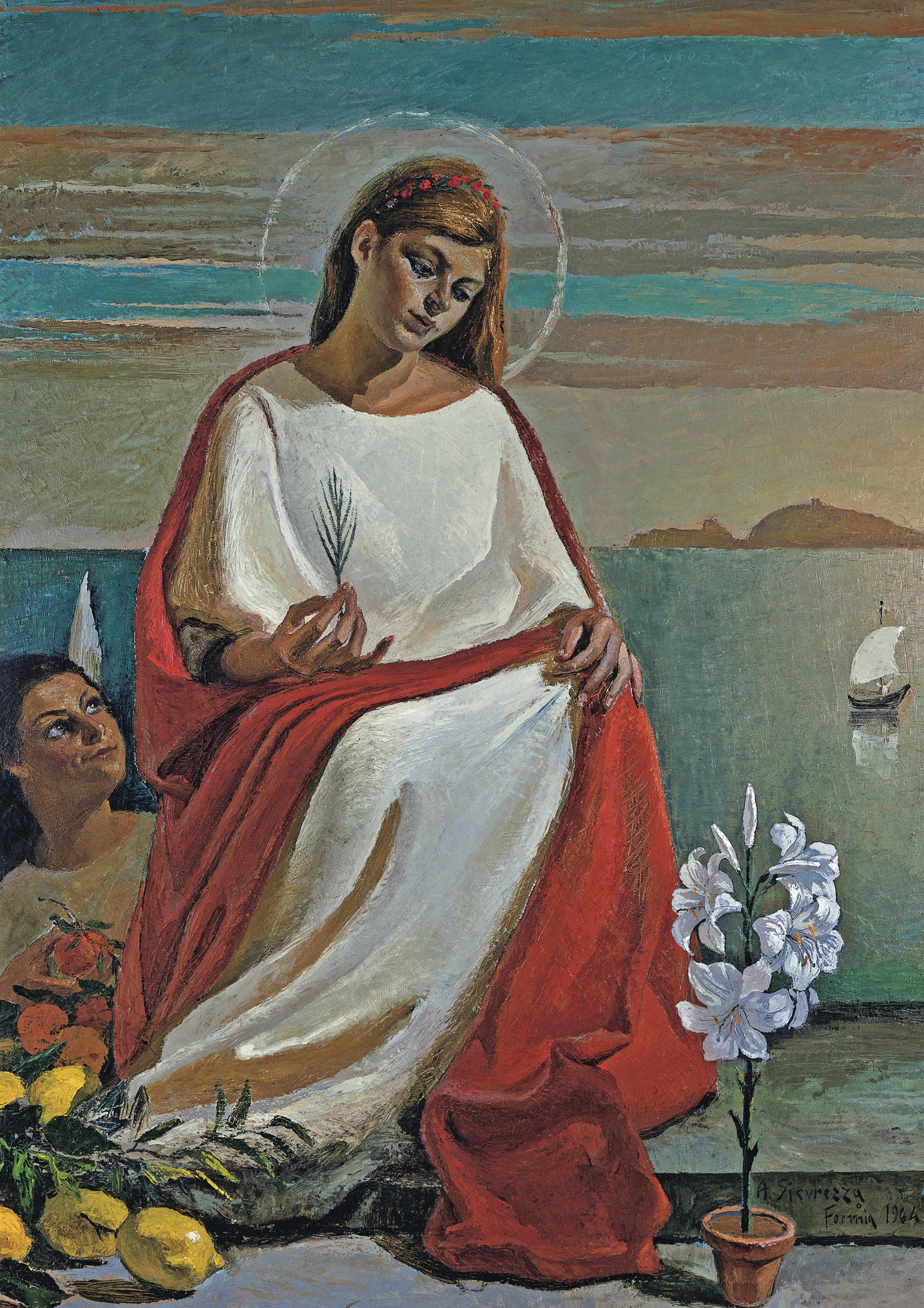
Sant'Albina, 1964, Formia - Chiesa di Sant'Erasmo
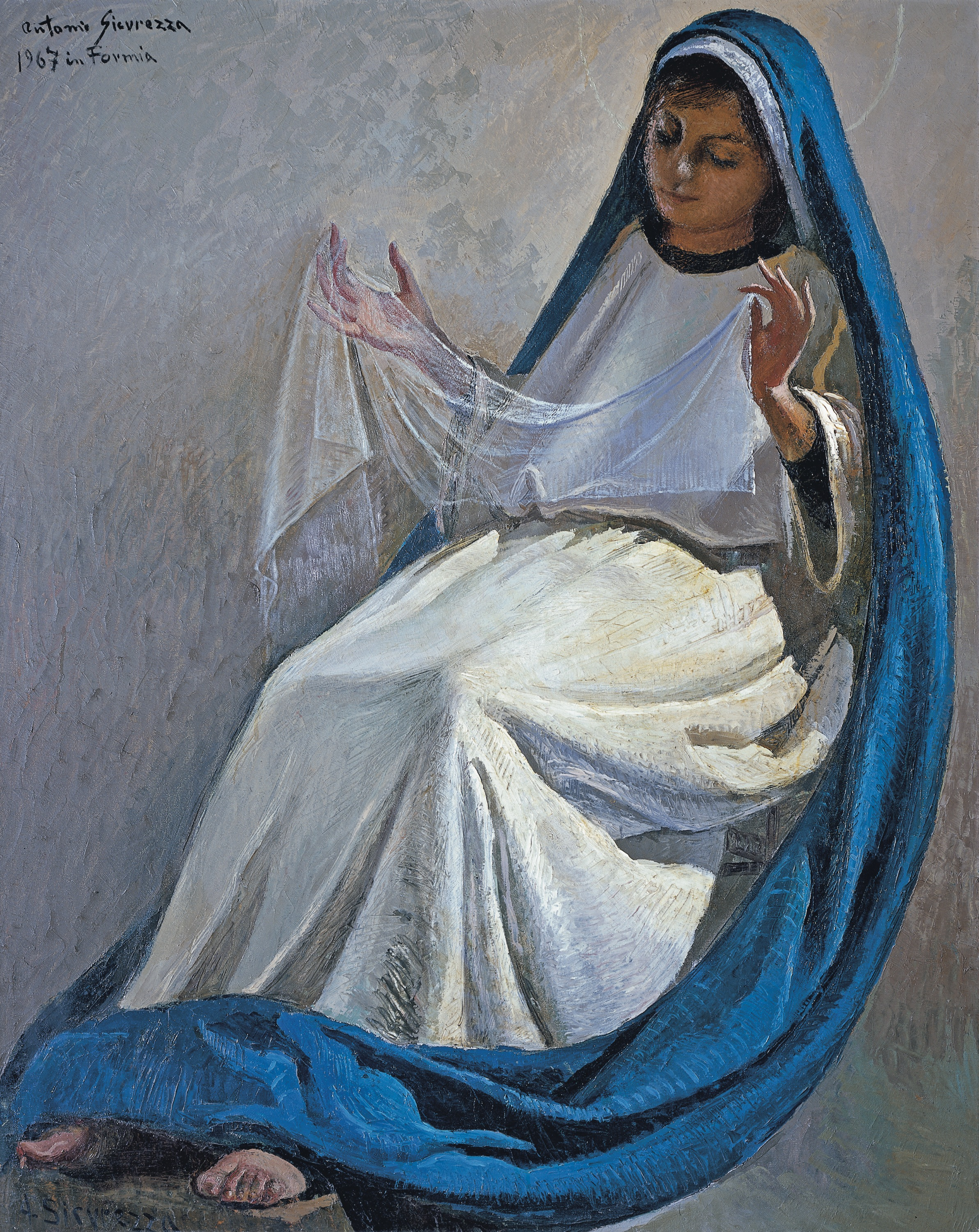
Annunziata, 1967, Formia - Chiesa del Carmine
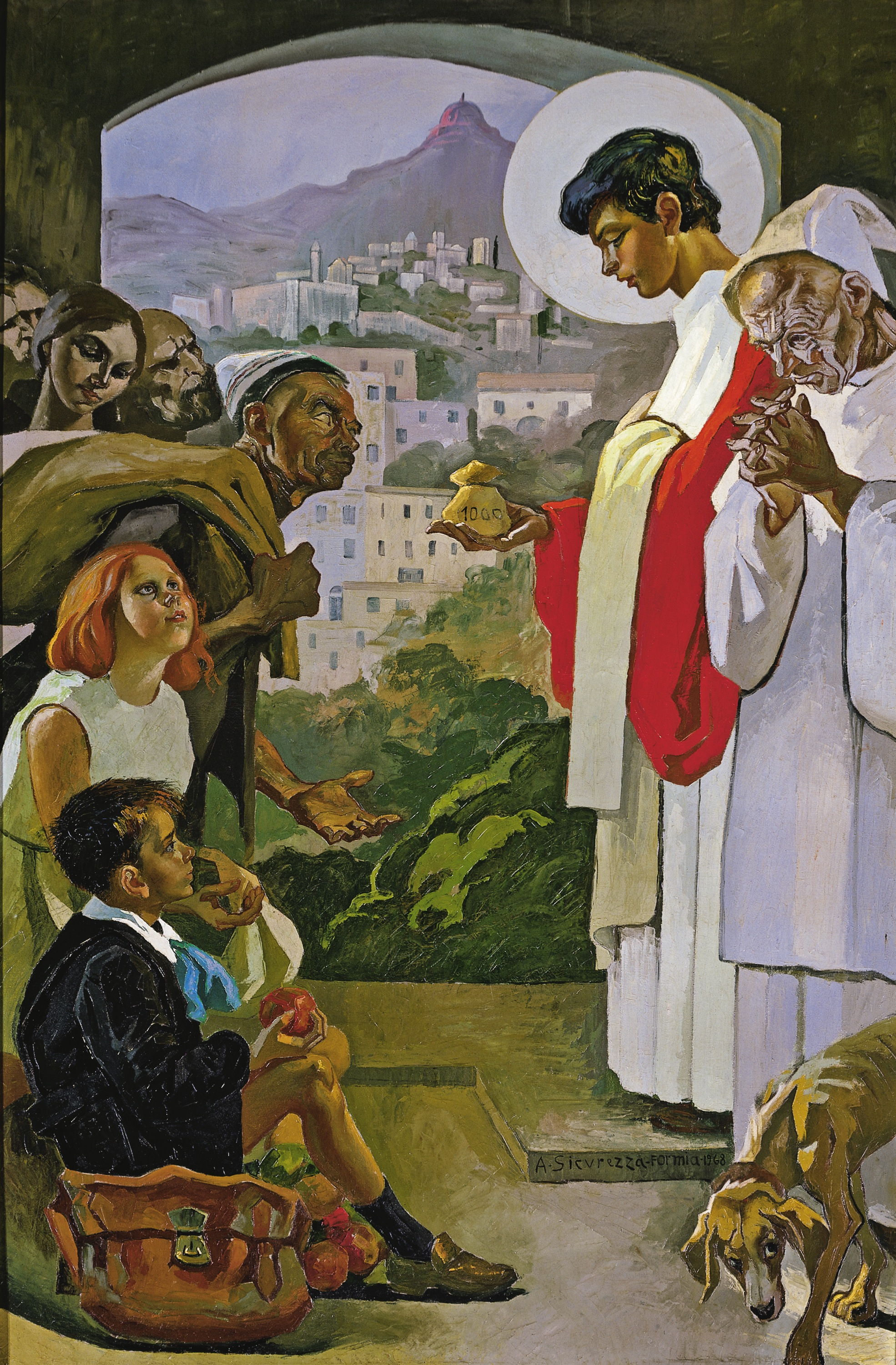
Carità di san Lorenzo, 1968, Formia - Chiesa di San Giovanni Battista
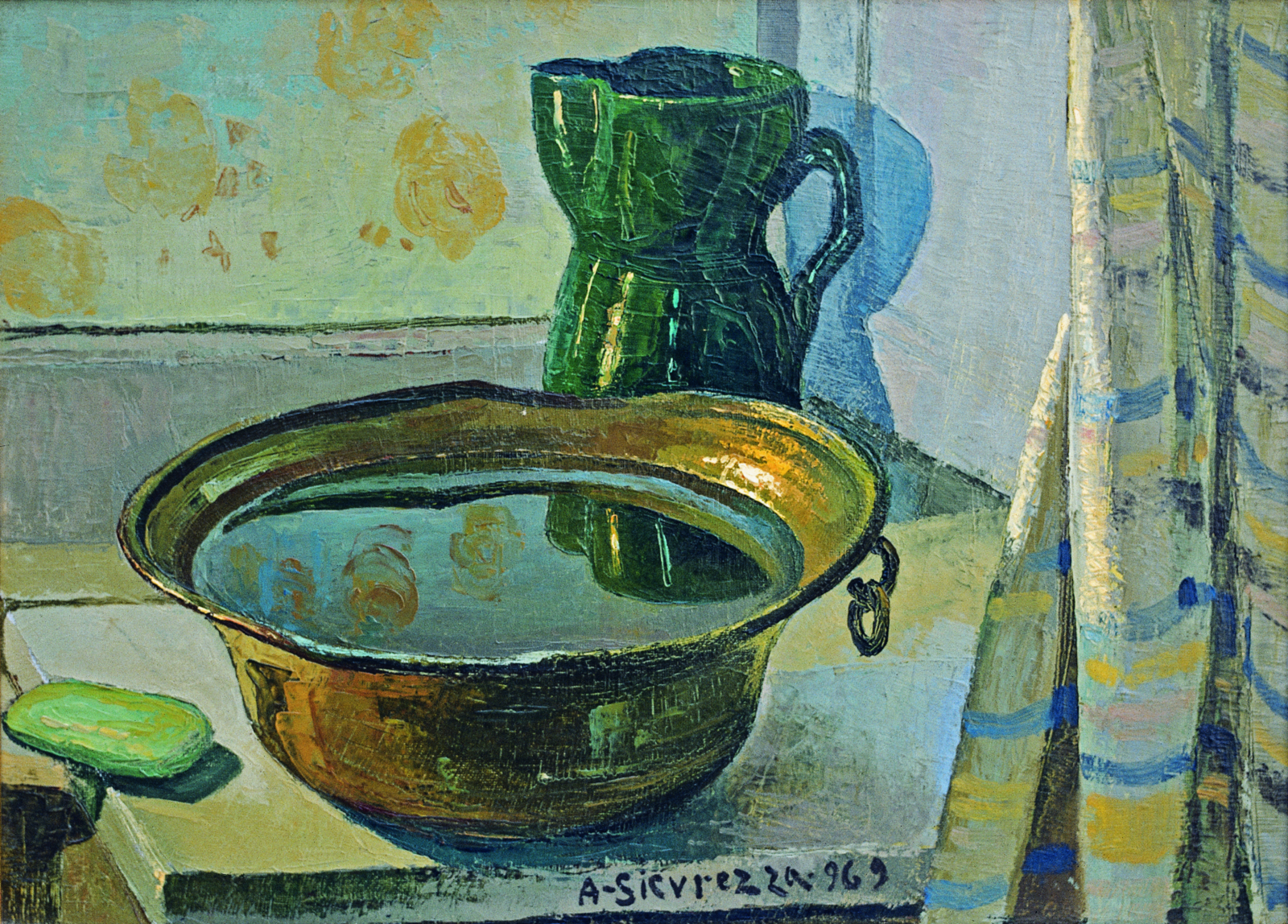
Mani pulite, 1969, collezione privata
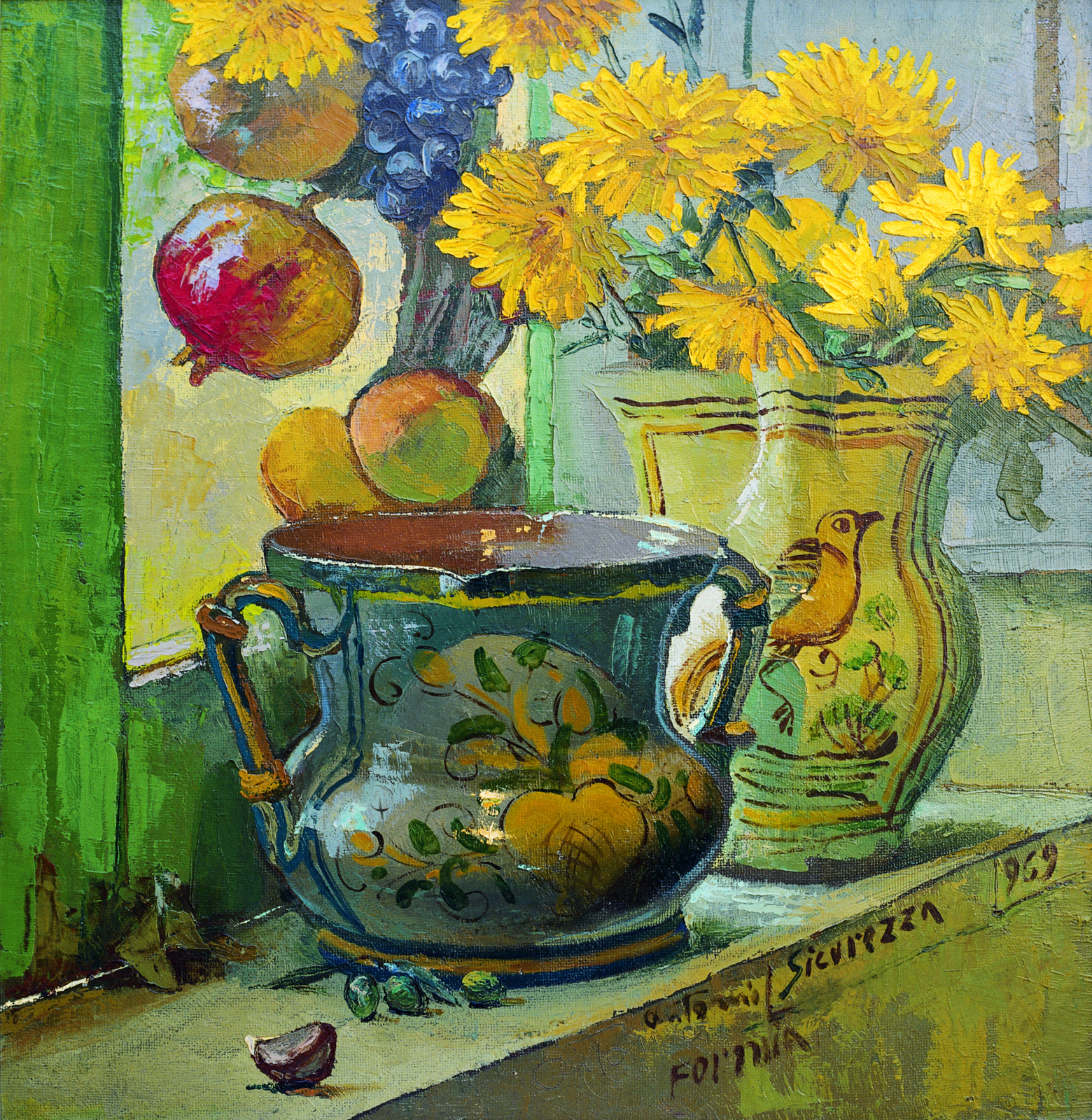
Natura morta con brocche, 1969, collezione privata
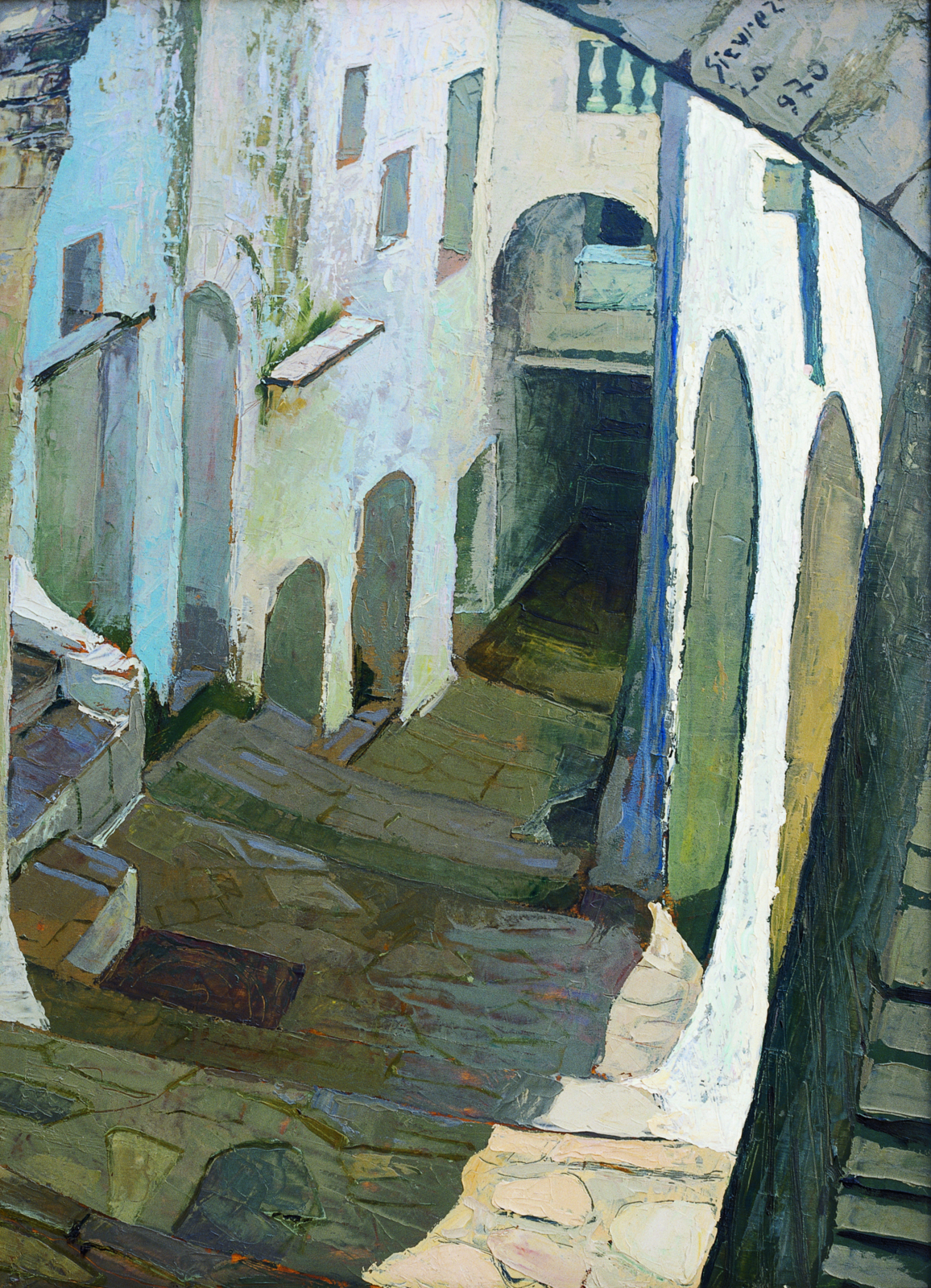
Vicolo di Itri, 1970, collezione privata
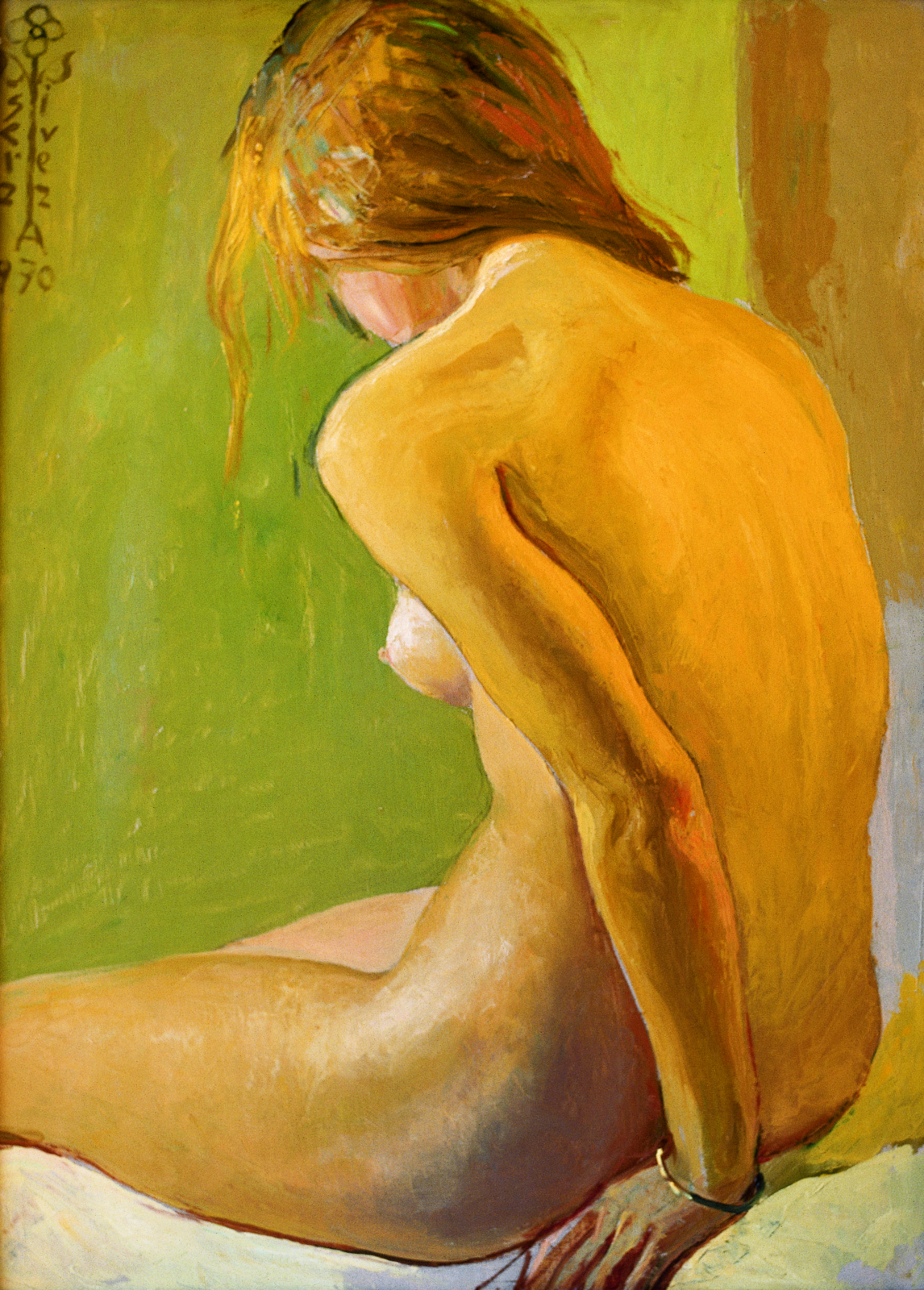
Nudo di spalle, 1970, collezione privata
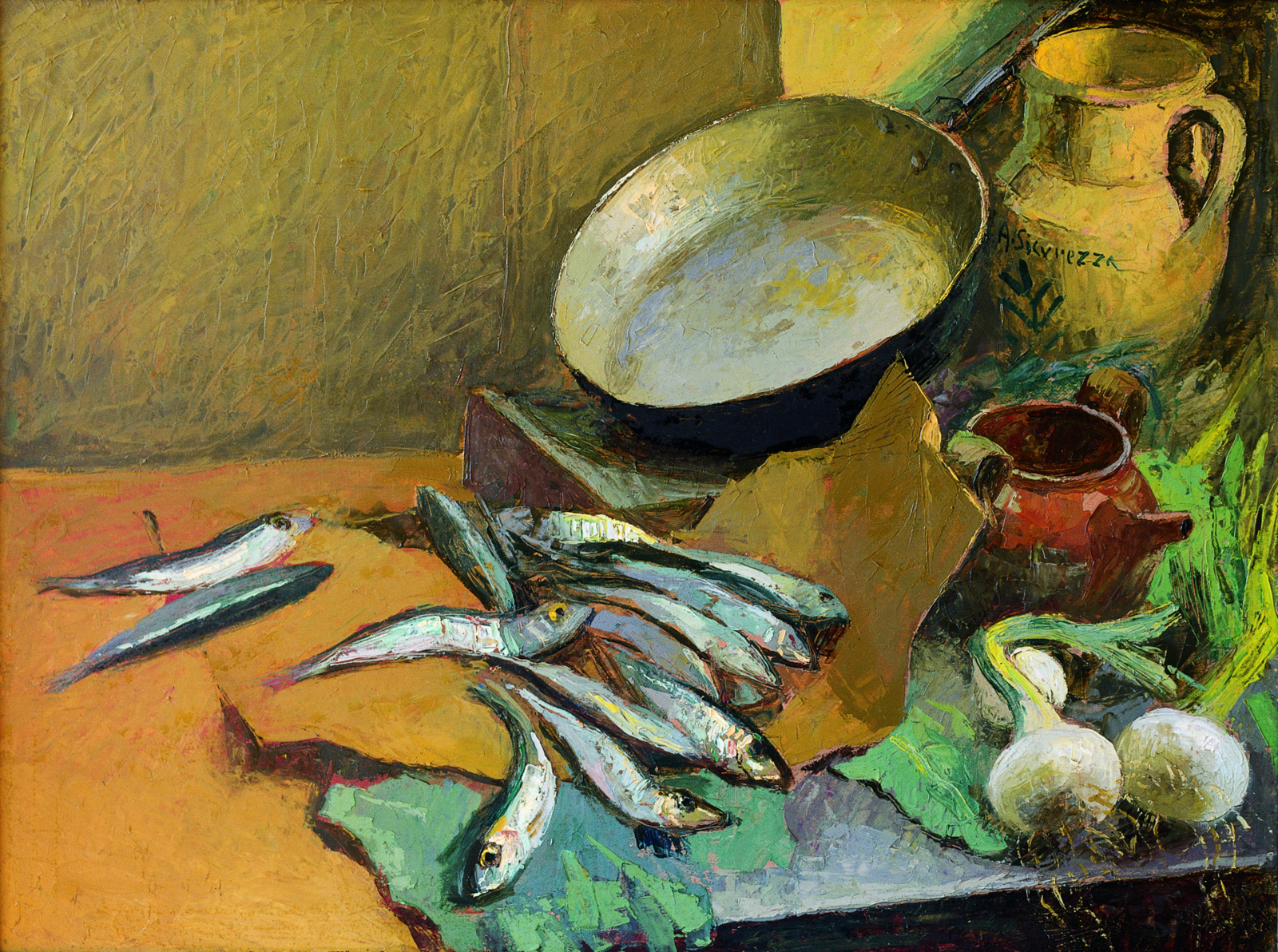
Natura morta con alici, 1972, Sala "Antonio Sicurezza", palazzo municipale di Formia
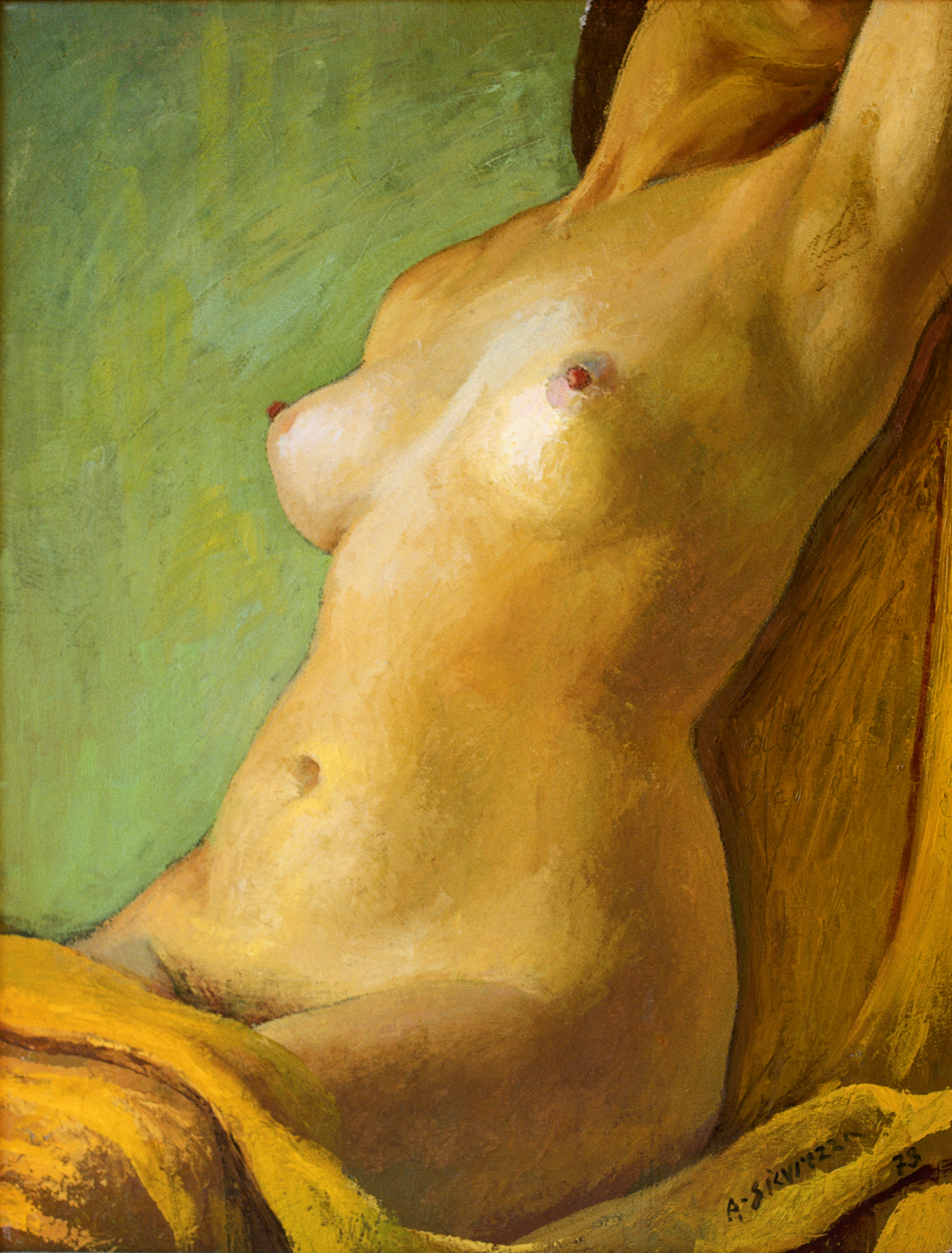
Torso femminile, 1973, collezione privata
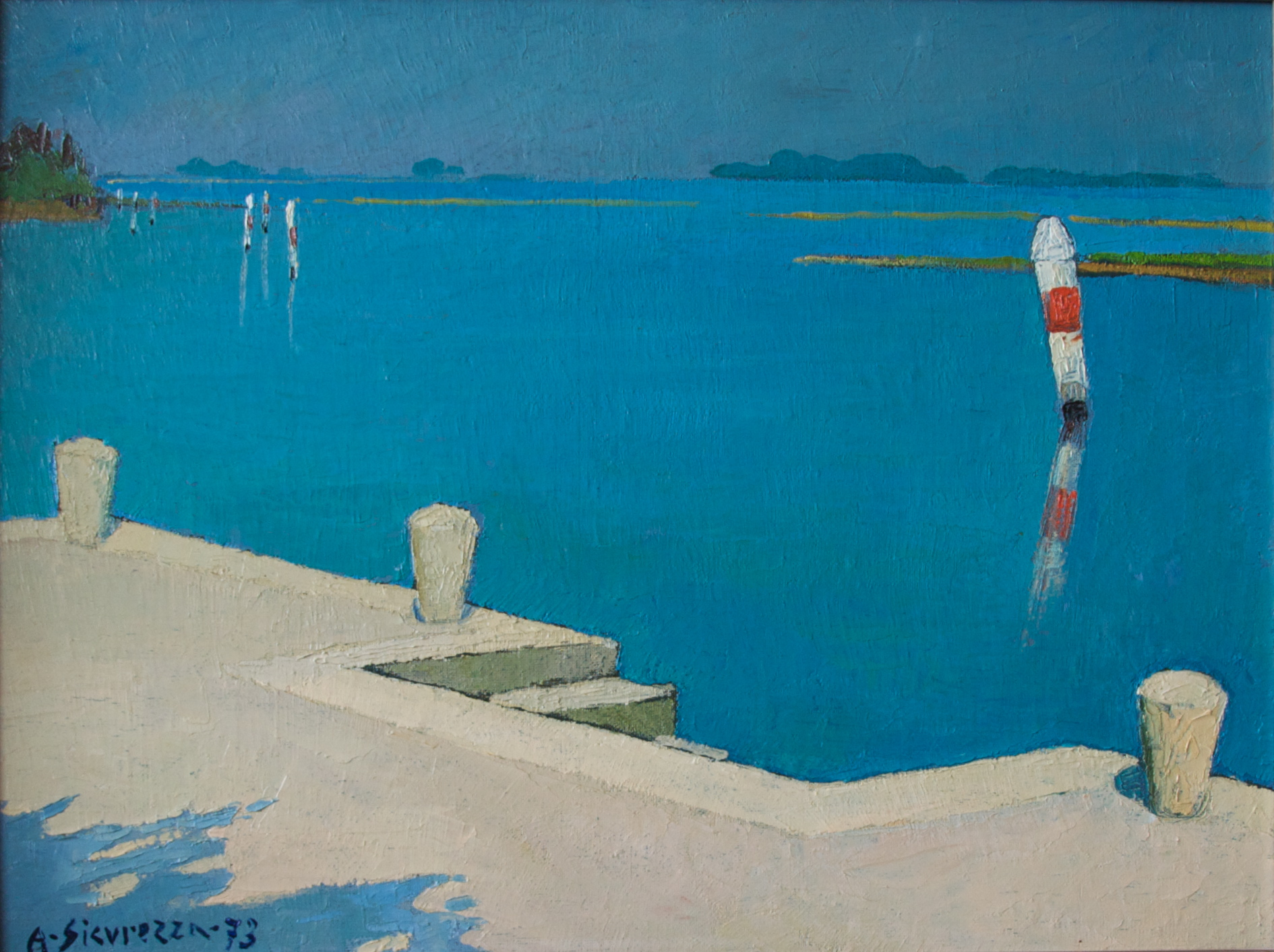
La banchina nella laguna di Grado, 1973, collezione privata
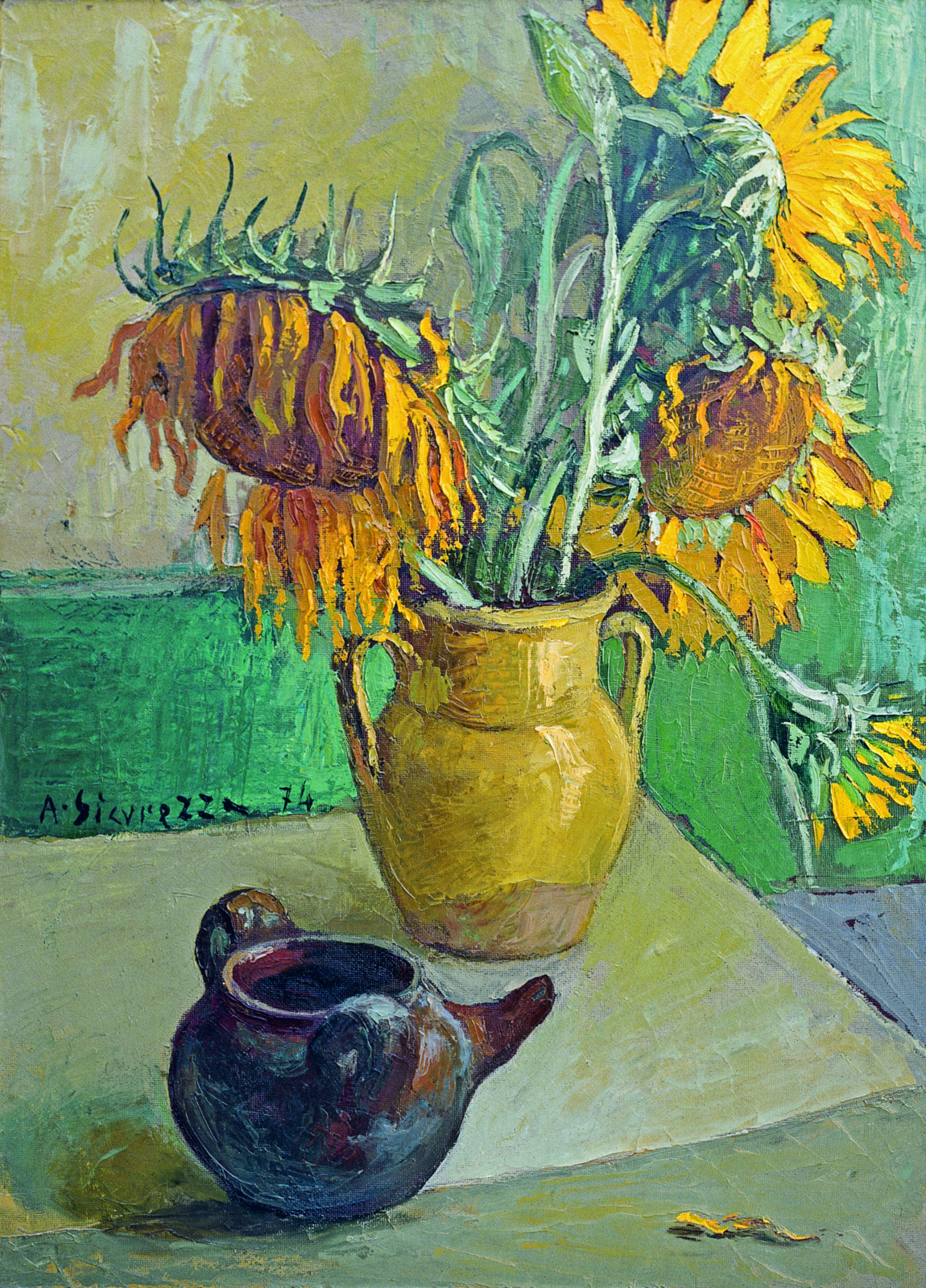
Girasoli, 1974, collezione privata
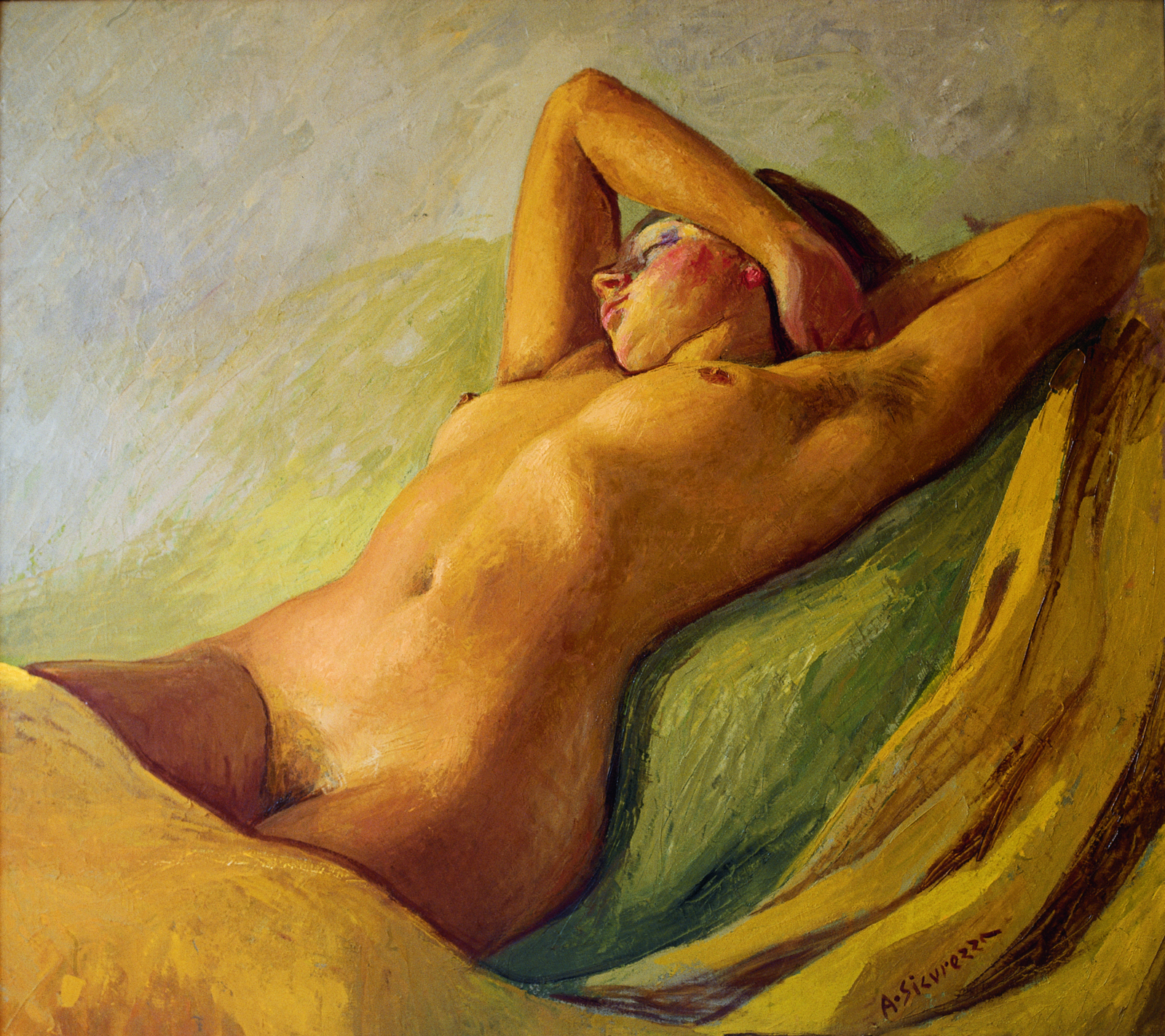
Susanna, 1975 circa, collezione privata
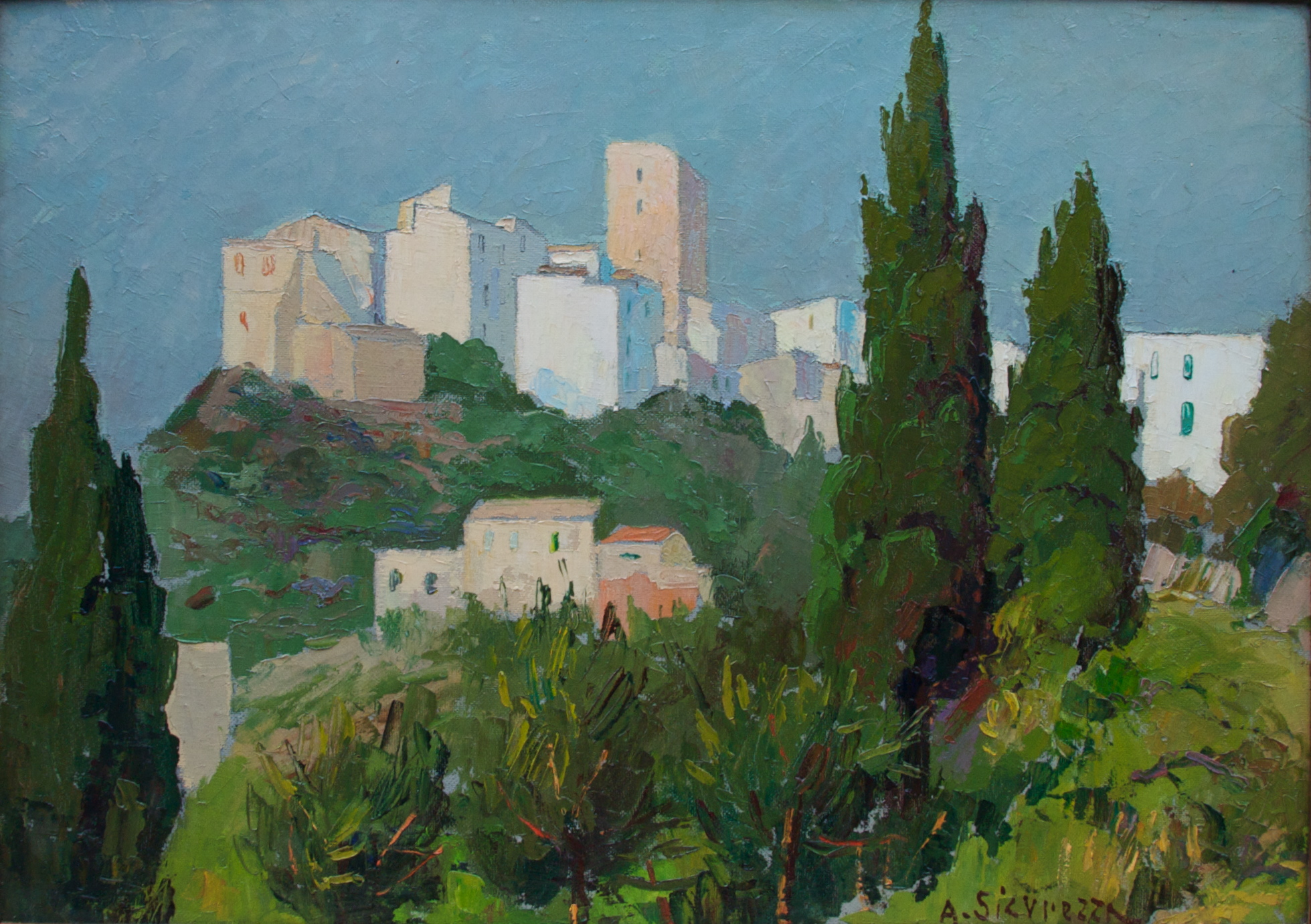
Veduta di Castellonorato, 1975 circa, collezione privata
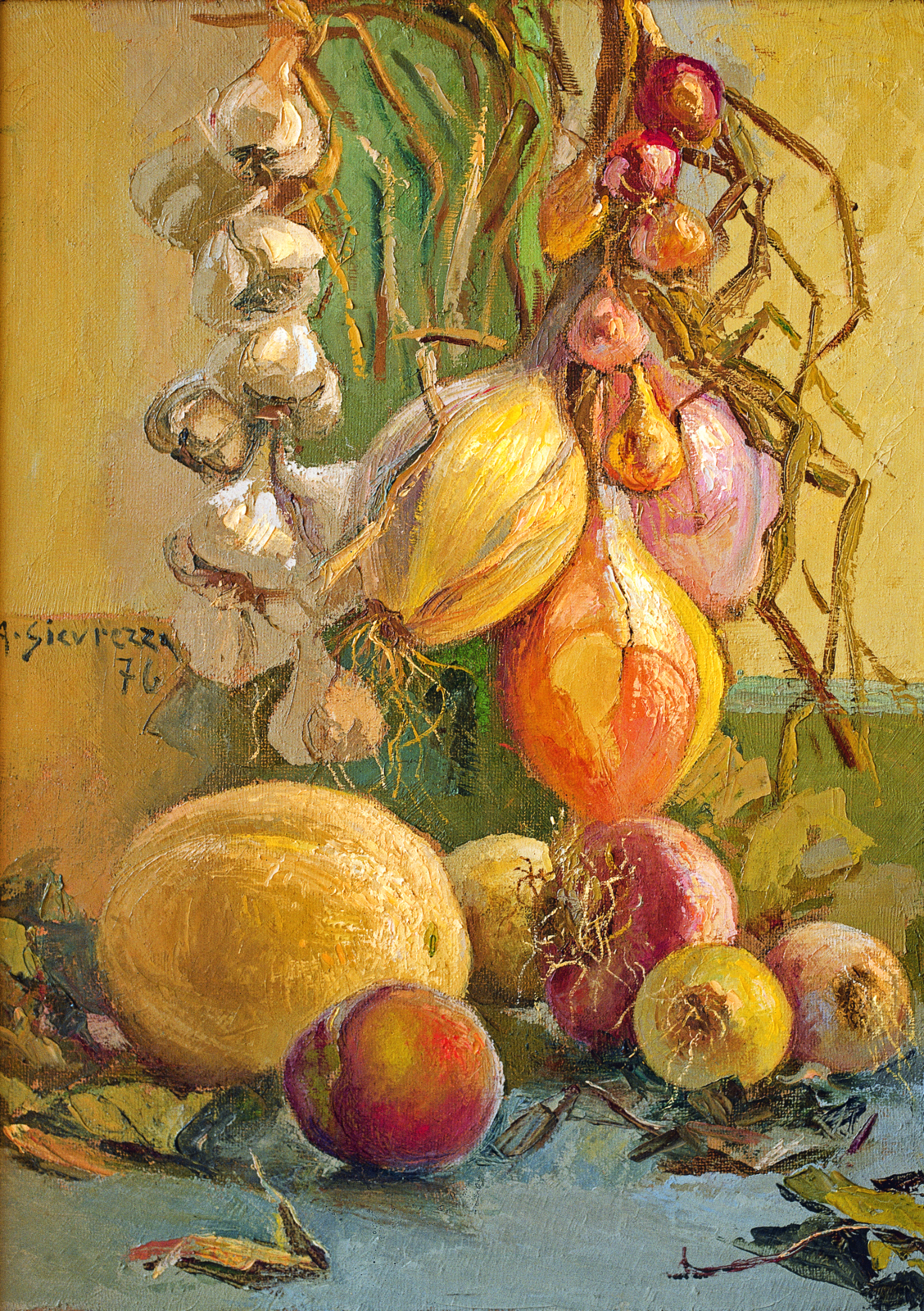
Natura morta con cipolle, 1976, collezione privata
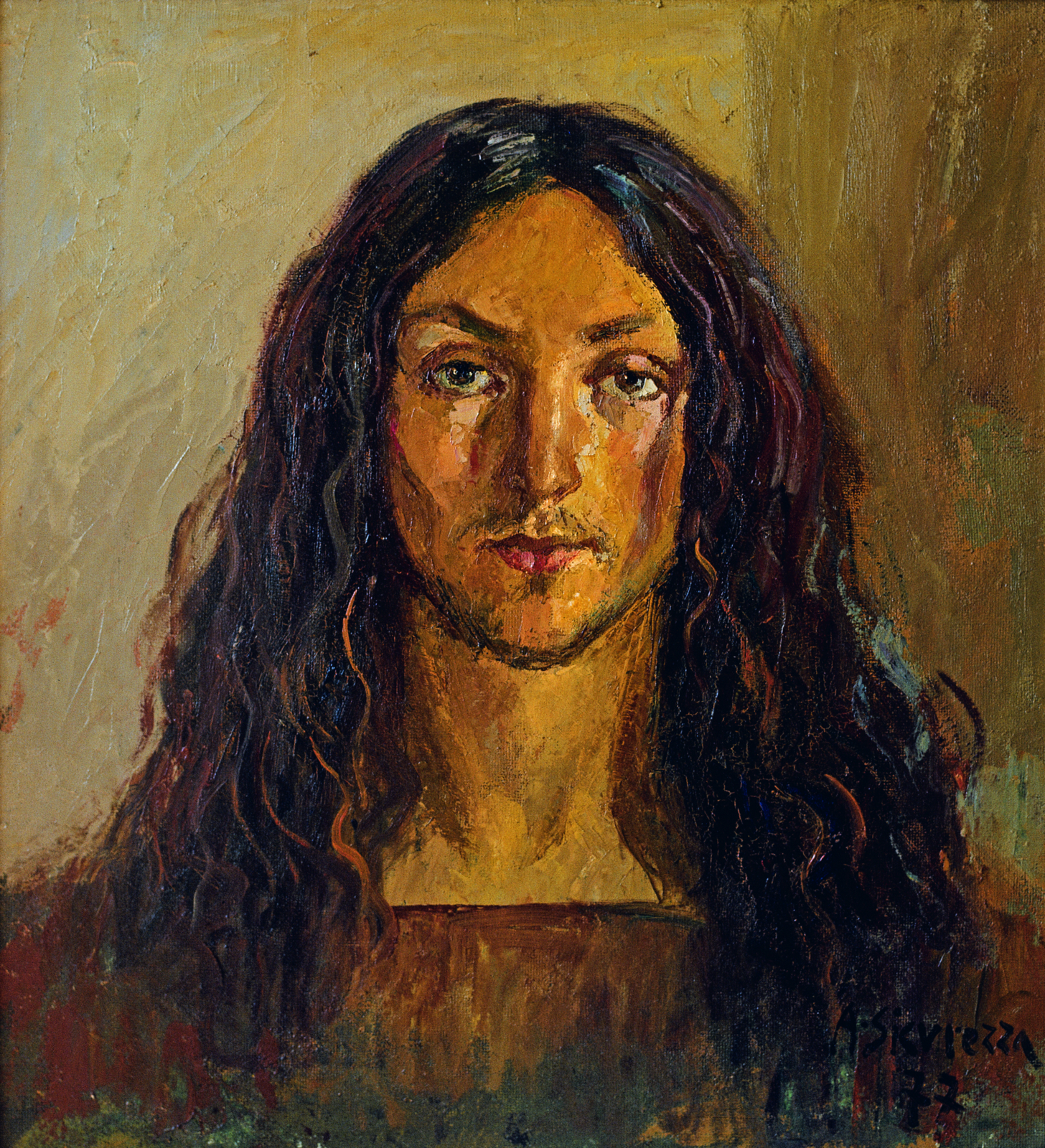
Il Nazareno, 1977, collezione privata
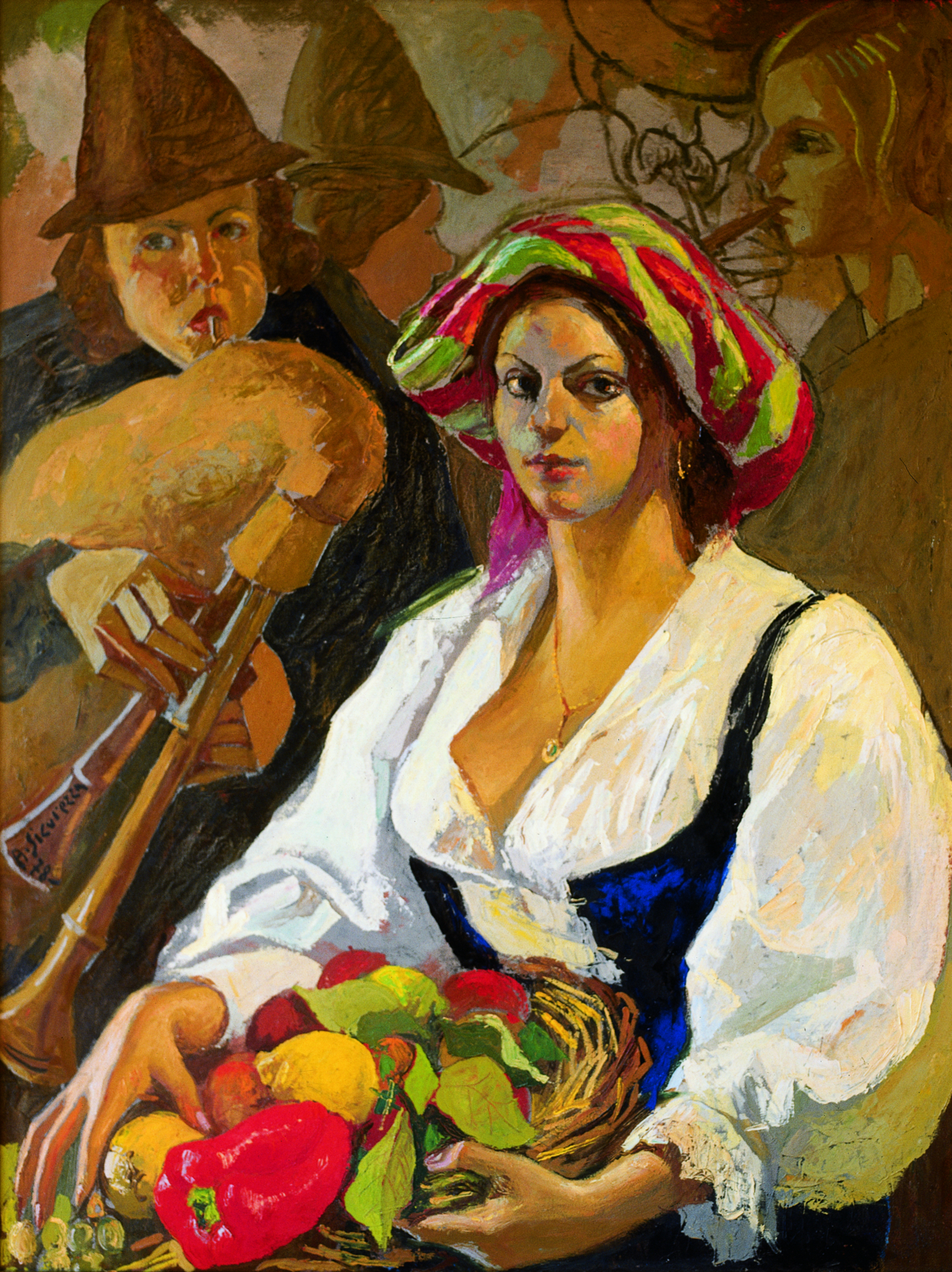
La sposa formiana, 1978, Sala "Antonio Sicurezza", palazzo municipale di Formia